# Herclavina
La herclavina es un protoalcaloide aislado de la corteza de Zanthoxylum clava-herculis (Rutaceae)

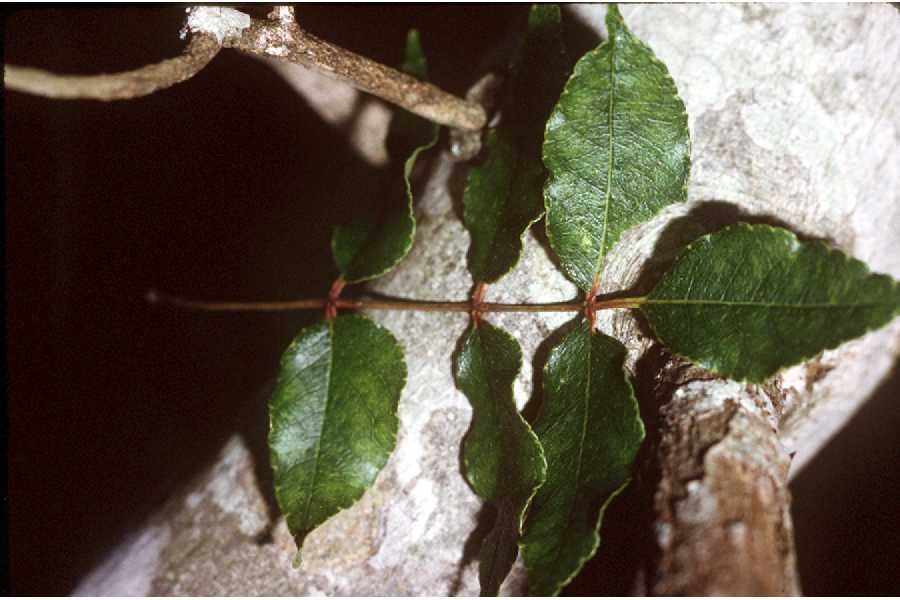
Zanthoxylum clava-herculis

## Síntesis
La herclavina se prepara por reducción de la amida.